# COMMD1
COMMD1‏ (Copper metabolism domain containing 1) هوَ بروتين يُشَفر بواسطة جين COMMD1 في الإنسان.